# Cannolo-ul sicilian
Cannolo-ul sicilian este una dintre cele mai cunoscute specialități ale cofetăriei siciliene. A fost recunoscut oficial și inclus în lista produselor agroalimentare tradiționale italiene (PAT) a Ministerului Politicilor Agricole, Alimentare și Silvice (MiPAAF). 
De la început, prepararea sa avea loc cu ocazia Carnavalului; cu timpul, aceasta și-a pierdut caracterul ocazional și a cunoscut o răspândire notabilă în întreaga țară, devenind rapid un exemplu renumit de artă a cofetăriei italiene în lume.

## Istorie
„Ma più gradito di qualunque altro cibo carnevalesco è il cannòlu, boccone ghiotto di popolani, di borghesi e di nobili, desiderato da poveri e da ricchi. Il cannòlu è un cialdone pieno, una pasta dolciastra fritta e tenerissima, accartocciata a forma di grosso cannello o bocciuolo, che si riempie di una squisita crema di latte, zucchero o giulebbe, cioccolata, pistacchio ed altri simili ingredienti. Senza il cannòlu che cosa è il banchetto carnevalesco se non un mangiar senza bere, un murare a secco, lo stare al buio in una conversazione? [...]”—Giuseppe Pitrè, Usi e costumi, credenze e pregiudizi del popolo siciliano, Ed. L. Pedone-Lauriel, Palermo, 1889
Unii experți culinari plasează originile cannolo-ului între 827 și 1091, în Caltanissetta, ca fiind o invenție a concubinelor prinților care încercau să le atragă atenția. Numele este legat de stuful de râu pe care se rula cannolo-ul în secolul al XVII-lea în timpul preparării sale; conform unei altre ipoteze, desertul a fost inventat în antichitate pentru a celebra carnavalul. După alte ipoteze, originile sale ar fi romane sau saracine. Prima descriere datează din prima jumătate a secolului al XX-lea, în cartea Siciliani a tavola, în care ducele Alberto Denti di Pirajno scrie: „Tubus farinarius dulcissimo edulio ex lacte fartus”. Potrivit lui Pirajno, definiția este atribuibilă lui Cicero (chestor al Lilybeo, Marsala de astăzi, între 76 și 75 î.Hr.). În Dizionario de Michele del Bono: Dizionario Siciliano-Italiano-Latino, Palermo 1751, citim: «Cannola: păr ondulat. creț. cincinni [paste foarte delicate lucrate în formă de torță, umplute cu mâncare albă. Tubus farinarius dulcissimo edulio ex lacte fartus]», se observă clar cum lema din siciliană corespunde definiției din limba italiană și, prin urmare, din limba latină. 
Mai mult, Pino Correnti, în Libro d'oro della cucina e dei vini della Sicilia relatând sintagma latină citată mai sus de De Bono, ar sugera doar faptul că definiția a fost răspândită de secole prin intermediarul latin. De asemenea, el susține că cannolo-ul a fost inventat de mâinile iscusite ale călugărițelor de claustrare ale unei mănăstiri de lângă Caltanissetta, pornind de la o rețetă romană antică elaborată ulterior de arabi. Conform unei tradiții răspândite, își datorează numele unei glume carnavalești: cannolo-ul fiind un termen dialectal care indică un fel de robinet, gluma consta în a lăsa crema de ricotta să iasă din cannolo în loc de apă. Desertul născut în Caltanissetta, însă, își datorează o mare parte din faima și difuzie globală cofetarilor sicilieni, care au contribuit la stabilizarea rețetei, deși cu mici variații locale, așa cum o cunoaștem astăzi. 
Se spune că rețeta a fost inventată pentru prima dată de femeile din haremul Castelului Femeilor, stăpânului de atunci Qalʿat an-nisāʾ (Caltanissetta). În acest loc, conform tradiției, emirii sarazini și-ar fi ținut haremurile, iar aici concubinele ar fi creat rețeta, poate ca un omagiu falic adus bărbaților lor. Aceste femei par să fi fost inspirate de un desert de origine romană despre care ar fi vorbit Cicero.
Femeile acestui harem, în timpul lungilor absențe ale soților lor, pentru a-și petrece timpul, se dedicau gătitului și preparării unelor deserturi elaborate; acestea, ar fi modificat așadar un desert arab deja existent, făcut din ricotta, migdale și miere, prelucrându-l cu rețeta romană citată de Cicero și dând astfel viață unei specialități care avea să devină apoi universal cunoscută. Ulterior, odată cu sfârșitul dominației arabe în Sicilia, haremurile au dispărut și nu se poate exclude ca unele dintre favorite, convertite la credința creștină, să se fi retras la mănăstiri, aducând cu ele rețetele pe care le-au inventat pentru curțile emirilor. Prin urmare, conform tradiției, cannolo-ul sicilian a fost una dintre rețetele transmise de către femeile musulmane surorilor lor creștine, care inițial au început să-l producă în perioada carnavalului, pentru a fi apoi folosit și produs pe tot parcursul anului.

### Record mondial
Pe 11 septembrie 2022, la Caltanissetta a fost creat un cannolo de 21 de metri și 43 cm lungime. Pentru crearea sa a fost nevoie de șapte chintale de ricotta de oaie și zahăr, împreună cu munca a zeci de cofetari sicilieni.
Recordul a fost validat pe 22 ianuarie 2024 de Guinness World Records, cu sediul la Londra.

## Pregătire
Cannolo-ul constă într-o crustă de aluat prăjită (15-20 cm lungime) cm cu un diametru de 4–5 cm) și o umplutură făcută cu ricotta de oaie. Pentru prepararea crustei se formează mici discuri de aluat făcute din făină de grâu comun, Marsala, zahăr și untură de porc, care sunt rulate în jurul unor tuburi mici de metal și apoi prăjite, în mod tradițional în untură de porc, astăzi și în grăsimi mai puțin costisitoare. Potrivit cercetătorilor, făina folosită inițial a fost făina de grâu comun pentru prăjiturile Maiorca, utilizată pe scară largă în Sicilia până în anii 1950.
Înainte de normele moderne de igienă, aluatul era rulat pe cilindri realizați din stuf obișnuit de râu, ceea ce a dat desertului numele. Astăzi aceștia sunt fabricați din oțel. Umplutura tradițională constă din ricotta de oaie cernută și îndulcită. Apoi se adaugă fructe confiate și bucăți de ciocolată, iar în final desertul este pudrat cu zahăr pudră.
În estul Siciliei și în special în zona Ragusa, în mod tradițional se folosește ricotta ibleană (făcută din lapte de vacă, adesea de la vacile din rasa Modica), cu o aromă mai delicată decât ricotta clasică de oaie.
Cannolii, în orice caz, ar trebui umpluți înainte de a fi consumați; acest lucru e datorit faptului că, în timp, coaja absoarbe umezeala ricottei, pierzând așadar textura crocantă. Pentru a evita acest lucru, unii cofetari acoperă interiorul cannolilor cu ciocolată topită: în acest fel, coajă nu se îmbibă, rămânând crocantă mai mult timp.